# Jeux africains de plage de 2023
Navigation
Sal 2019 Guinée équatoriale 2027
Les Jeux africains de plage de 2023 sont la deuxième édition des Jeux africains de plage, un événement multi-sports regroupant des disciplines qui se déroulent sur la plage sous l'égide de l'Association des comités nationaux olympiques d'Afrique (ACNOA). Ils se déroulent du 24 au 30 juin 2023 à Hammamet en Tunisie.
L'organisation de la deuxième édition des Jeux africains de plage est attribuée à la Tunisie en décembre 2020 ; la ville de Hammamet est sélectionnée en décembre 2021.
La compétition regroupe 1 100 athlètes provenant de 53 pays du continent africain, soit onze pays de plus que l'édition précédente. L'événement est qualificatif pour les Jeux mondiaux de plage de 2023 à Bali qui sont annulés par la suite.

## Sports
- Athlétisme (marathon de plage)
- Aviron de plage
- Badminton
- Basket-ball à trois
- Beach handball
- Beach soccer
- Beach tennis
- Beach-volley 4x4
- Escrime (sport de démonstration)
- Karaté de plage (Kata)
- Kayak
- Lutte de plage
- Nage en eau libre
- Paddle (sport de démonstration)
- Teqball
- Wushu

## Médaillés

### Athlétisme (marathon de plage)
| Épreuve           | Or                                               | Argent                                                       | Bronze                                      |
| ----------------- | ------------------------------------------------ | ------------------------------------------------------------ | ------------------------------------------- |
| 10 km hommes      | Adisu Girma Tola                                 | Tebello Ramakongoana                                         | Moumin Bouh Gulleh                          |
| 10 km femmes      | Samya Hassan Nour                                | Mokulubete Blandina Makatisi                                 | Souad Aït Salem                             |
| 10 km par équipes | Djibouti- Samya Hassan Nour - Moumin Bouh Gulleh | Lesotho- Mokulubete Blandina Makatisi - Tebello Ramakongoana | Éthiopie- Gete Alemayehu - Adisu Girma Tola |

### Aviron de plage
| Épreuve                 | Or                                       | Argent                                             | Bronze                                          |
| ----------------------- | ---------------------------------------- | -------------------------------------------------- | ----------------------------------------------- |
| Skiff masculin          | Mohamed Taieb                            | Brahim Mraghi                                      | Mohamed Boukrah                                 |
| Skiff féminin           | Khadija Krimi                            | Nihed Benchadli                                    | Esther Toko                                     |
| Deux de couple masculin | Tunisie- Hani Sbeitia - Fedi Ben Hamouda | Maroc- Ayoub Bousseta - Abderrahmane El Alej       | Afrique du Sud- Lunga Mcetiwa - George Du Plooy |
| Deux de couple féminin  | Tunisie- Aicha Abdelaziz - Sarra Zammali | Afrique du Sud- Alexandra Ennis - Ziyanda Gwamanda | Maroc- Zainab Jabbour - Marwa Nkiri             |
| Deux de couple mixte    | Tunisie- Hani Sbeitia - Khadija Krimi    | Maroc- Ibrahim Mraghi - Majdouline El Allaoui      | Algérie- Abdenour Zouad - Nihed Benchadli       |

### Badminton
| Épreuve           | Or                                                                          | Argent                                                                                              | Bronze                                                                                          |
| ----------------- | --------------------------------------------------------------------------- | --------------------------------------------------------------------------------------------------- | ----------------------------------------------------------------------------------------------- |
| Triple hommes     | Afrique du Sud- Cameron Coetzer - Reneshan Naidoo - Miguel Vigario          | Nigeria- Simeon Akinsola - Habeeb Bello - Kayode Oyeniran                                           | Maurice- Tameesh Bhoyroo - Vashisht Jagurnath - Shaheer Ramrakha                                |
| Triple hommes     | Afrique du Sud- Cameron Coetzer - Reneshan Naidoo - Miguel Vigario          | Nigeria- Simeon Akinsola - Habeeb Bello - Kayode Oyeniran                                           | Zambie- Timothy Kafunda - Chongo Mulenga - Edward Mwanza                                        |
| Triple femmes     | Afrique du Sud- Jabu Gininda - Cayleen Miller - Diane Olivier               | Bénin- Pernelle Nirmala Fabossou - Flora Kpogbemabo - Anna Gladys Akakpo                            | Algérie- Kahina Amrouni - Fatima Boufenicha - Amira Bouhrira                                    |
| Triple femmes     | Afrique du Sud- Jabu Gininda - Cayleen Miller - Diane Olivier               | Bénin- Pernelle Nirmala Fabossou - Flora Kpogbemabo - Anna Gladys Akakpo                            | Nigeria- Queen Chibuzor - Zainab Momoh - Damilola Oyedepo                                       |
| Double mixte      | Nigeria- Habeeb Bello - Damilola Oyedepo                                    | Bénin- Oswald Ash Fano - Anna Gladys Akakpo                                                         | Afrique du Sud- Cameron Coetzer - Diane Olivier                                                 |
| Double mixte      | Nigeria- Habeeb Bello - Damilola Oyedepo                                    | Bénin- Oswald Ash Fano - Anna Gladys Akakpo                                                         | Afrique du Sud- Reneshan Naidoo - Jabu Gininda                                                  |
| Par équipes mixte | Nigeria- Habeeb Bello - Queen Chibuzor - Damilola Oyedepo - Kayode Oyeniran | Afrique du Sud- Cameron Coetzer - Cayleen Miller - Reneshan Naidoo - Diane Olivier - Miguel Vigario | Algérie- Kahina Amrouni - Sofiane Aouamer - Amira Bouhrira - Chouaibe Djebli - Kiouar Sifeddine |
| Par équipes mixte | Nigeria- Habeeb Bello - Queen Chibuzor - Damilola Oyedepo - Kayode Oyeniran | Afrique du Sud- Cameron Coetzer - Cayleen Miller - Reneshan Naidoo - Diane Olivier - Miguel Vigario | Zambie- Edward Mwanza - Chongo Mulenga - Evelyn Siamupangila - Ogar Siamupangila                |

### Basket-ball 3×3
| Épreuve | Or                                                                          | Argent | Bronze  |
| ------- | --------------------------------------------------------------------------- | ------ | ------- |
| Hommes  | Tunisie                                                                     | Mali   | Algérie |
| Femmes  | Mali- Mama Cissé - Assetou Sissoko - Djélika Tounkara - Alima Gnéré Dembélé | Kenya  | Tunisie |

### Beach handball
| Épreuve | Or      | Argent | Bronze |
| ------- | ------- | ------ | ------ |
| Hommes  | Tunisie | Maroc  | Libye  |
| Femmes  | Tunisie | Kenya  | Mali   |

### Beach soccer
Le tournoi masculin est remporté par l'équipe du Maroc de beach soccer, qui s'impose devant l'équipe du Sénégal. La Tanzanie termine troisième. 
Le tournoi féminin devait opposer seulement deux équipes, le Kenya et le Cap-Vert. Néanmoins, alors que le Kenya est déjà sur place, le Cap-Vert déclare forfait, entraînant l'annulation de la compétition et la qualification directe du Kenya pour les Jeux mondiaux de plage. 
| Épreuve | Or    | Argent  | Bronze   |
| ------- | ----- | ------- | -------- |
| Hommes  | Maroc | Sénégal | Tanzanie |

### Beach tennis
| Épreuve          | Or                                              | Argent                                    | Bronze                               |
| ---------------- | ----------------------------------------------- | ----------------------------------------- | ------------------------------------ |
| Double messieurs | Algérie- Said Sahtali - Hichem Yasri            | Maroc- Anas Bouaouda - Yasser Bouabdallah | Tunisie                              |
| Double dames     | Maurice- Sophie Catherine - Françoise Bancilhon | Algérie- Samara Amour - Lydia Belami      | Kenya- Shufaa Changawa - Faith Urasa |
| Double mixte     | Maroc- Inès Ziki - Anas Bouaouda                | Maurice- Sophie Catherine - Fabrice Nayna | Algérie- Samara Amour - Said Sahtali |

### Beach-volley
| Épreuve | Or    | Argent     | Bronze  |
| ------- | ----- | ---------- | ------- |
| Hommes  | Maroc | Tunisie    | Algérie |
| Femmes  | Maroc | Mozambique | Maurice |

### Lutte de plage
| Épreuve               | Or                      | Argent                  | Bronze                   |
| --------------------- | ----------------------- | ----------------------- | ------------------------ |
| Moins de 70 kg hommes | Gibriel Chow            | Ya Mohamed Ndong        | Mohamed Ali Zorgui       |
| Moins de 80 kg hommes | Ngor Niakhe             | Bacar N'Dium            | Mathayo Matonya Mahabila |
| Moins de 90 kg hommes | Siny Sembène            | Mark Omumasaba Onguyesi | Sabri Mnasria            |
| Plus de 90 kg hommes  | Modou Faye              | Hemza Haloui            | Mohamed Saadaoui         |
| Moins de 50 kg femmes | Miesinnei Mercy Geneisi | Nahamie Sambou          | Cheima Chebila           |
| Moins de 60 kg femmes | Esther Kolawole         | Chaimaa Fouzia Aouissi  | Mame Marie Sambou        |
| Moins de 70 kg femmes | Safietou Goudiaby       | Bea Meiring             | Khadija Jlassi           |
| Plus de 70 kg femmes  | Blessing Oborududu      | Amy Youin               | Anta Sambou              |

### Karaté de plage
| Épreuve                   | Or                                                 | Argent                                                        | Bronze                                                           |
| ------------------------- | -------------------------------------------------- | ------------------------------------------------------------- | ---------------------------------------------------------------- |
| Kata individuel masculin  | Salah Eddine El Mansouri                           | Saber Ben Makhlouf                                            | Omar Diop                                                        |
| Kata individuel masculin  | Salah Eddine El Mansouri                           | Saber Ben Makhlouf                                            | Jesse Sim                                                        |
| Kata individuel féminin   | Aïcha Narimène Dahleb                              | Aya En-Nesyry                                                 | Suzelle Pronk                                                    |
| Kata individuel féminin   | Aïcha Narimène Dahleb                              | Aya En-Nesyry                                                 | Maxime Willense                                                  |
| Kata masculin par équipes | Algérie                                            | Maroc- Salah Eddine El Mansouri - Adnane Chakir - Ayoub Qissi | Afrique du Sud- Jesse Sim - Bongi Ngwenya - Slade Taylor         |
| Kata masculin par équipes | Algérie                                            | Maroc- Salah Eddine El Mansouri - Adnane Chakir - Ayoub Qissi | Tunisie- Mohmed Rayen Ghaljeti - Mohamed Gouider - Bilel Slimi   |
| Kata féminin par équipes  | Maroc- Aya En-Nesyry - Sanae Agalmam - Marwa Salmi | Tunisie- Meriem Tlili - Nour Tlili - Zeineb Tlili             | Afrique du Sud- Ayesha Esop - Timia Goberdin - Sanjana Maharaj   |
| Kata féminin par équipes  | Maroc- Aya En-Nesyry - Sanae Agalmam - Marwa Salmi | Tunisie- Meriem Tlili - Nour Tlili - Zeineb Tlili             | Algérie- Sara Hanouti - Rayane Salakedji - Aïcha Narimène Dahleb |

### Kayak de mer
| Épreuve             | Or                          | Argent                | Bronze                |
| ------------------- | --------------------------- | --------------------- | --------------------- |
| 3 000 mètres hommes | Kwenzeka Kwandokuhle M'zolo | Farouk Dali           | Ndurance Okpe Godhelp |
| 3 000 mètres femmes | Aya Ferfad                  | Nozipho Ayenda Mthebu | Marwa Belhadj Mohamed |

### Nage en eau libre
| Épreuve     | Or              | Argent           | Bronze              |
| ----------- | --------------- | ---------------- | ------------------- |
| 5 km hommes | Phillip Seidler | Matthew Caldwell | Khalil Ben Chaâbane |
| 5 km femmes | Amica de Jager  | Kate Beavon      | Malak Meqdar        |

### Paddle (sport de démonstration)
| Épreuve | Or                       | Argent                      | Bronze                |
| ------- | ------------------------ | --------------------------- | --------------------- |
| Hommes  | Ndurance Okpe Godhelp    | Kwenzeka Kwandokuhle M’zolo | Farouk Dali           |
| Femmes  | Yinlayefa Alfred Godhelp | Nosipho Ayanda Mthemba      | Marwa Belhadj Mohamed |

### Teqball
| Épreuve          | Or                                                    | Argent                                                                            | Bronze                                    |
| ---------------- | ----------------------------------------------------- | --------------------------------------------------------------------------------- | ----------------------------------------- |
| Simple messieurs | Gregory Dylan Tchami Djomaha                          | Victor Ademoye Oyemade                                                            | Yassine Sahli                             |
| Double messieurs | Tunisie- Yassine Sahli - Youssef Sahli                | Nigeria- Victor Ademoye Oyemade - Funsho Funto Samson                             | Ghana- Sylvester Oko Nortey - Daniel Fobi |
| Double mixte     | Nigeria- Funsho Funto Samson - Rasheedat Bukola Salau | Madagascar- Fanirisoa Richia Randrianasolo - Erickson Spencer Diarra Rakotonirina | Algérie- Malak Benyounes - Fethi Larit    |

### Wushu Kung Fu
| Épreuve                     | Or                   | Argent              | Bronze                                |
| Sanda                       | Sanda                | Sanda               | Sanda                                 |
| --------------------------- | -------------------- | ------------------- | ------------------------------------- |
| Sanda moins de 60 kg hommes | Mohamed Lamine Birem | Lassad Ben Hfaïedh  | Osama Ben Lahnine                     |
| Sanda moins de 70 kg hommes | Alassane Ba          | Wissem Ben Ammar    | Ramzi Ben Abdallah                    |
| Sanda moins de 80 kg hommes | Taher Hamitouche     | Mosaab Ayed Massoud | Mondher Majadi                        |
| Sanda moins de 90 kg hommes | Ahmed Khazri         | Abdelhakim Moumou   | Ali Mohamed                           |
| Sanda moins de 60 kg femmes | Eya Dridi            | Mariétou Diallo     | Hajer Dounia Beld                     |
| Sanda moins de 65 kg femmes | Maya Bejaoui         | Lydia Zaidi         | Non attribuée                         |
| Taolu                       |                      |                     |                                       |
| Chang quan hommes           | Mohamed Cherchali    | Abdelghani Koriech  | Noureddine Ayadi                      |
| Chang quan femmes           | Lina Aït Messaoud    | Esmahen Ben Youssef | Houda Moustapha Omar                  |
| Nan quan hommes             | Hanafi Zerrouki      | Helmi Jrebi         | Emmanuel Mutuyimana                   |
| Nan quan femmes             | Kawtar Bengadari     | Maram Habboucha     | Non attribuée                         |
| Gunshu hommes               | Mohamed Cherchali    | Abdelghani Koriech  | Noureddine Ayadi Mamadou Moctar Barry |
| Gunshu femmes               | Lina Aït Messaoud    | Esmahan Ben Youssef | Diane Esther Koudjega                 |
| Nandao hommes               | Hanafi Zerrouki      | Helmi Jrebi         | M'hamed Regragui                      |
| Nandao femmes               | Maram Habboucha      | Non attribuée       | Non attribuée                         |
| Qiangshu hommes             | Mohamed Cherchani    | Abdelghani Koraich  | Noureddine Ayadi                      |
| Qiangshu femmes             | Lina Aït Messaoud    | Esmahan Ben Youssef | Non attribuée                         |
| Nangun hommes               | Hanafi Zerrouki      | Helmi Jrebi         | Ousmane Gueye                         |
| Nangun femmes               | Kawtar Bengadari     | Maram Habboucha     | Non attribuée                         |

## Tableau des médailles
Le tableau des médailles final est le suivant (les sports de démonstration ne sont pas comptabilisés) :
- Pays organisateur (Tunisie)

| Rang  | Nation         | Or | Argent | Bronze | Total |
| ----- | -------------- | -- | ------ | ------ | ----- |
| 1     | Algérie        | 15 | 7      | 12     | 34    |
| 2     | Tunisie        | 13 | 13     | 14     | 40    |
| 3     | Maroc          | 8  | 10     | 4      | 22    |
| 4     | Nigeria        | 6  | 3      | 2      | 11    |
| 5     | Sénégal        | 5  | 4      | 6      | 15    |
| 6     | Afrique du Sud | 4  | 6      | 7      | 17    |
| 7     | Djibouti       | 2  | 0      | 2      | 4     |
| 8     | Maurice        | 1  | 1      | 2      | 4     |
| 9     | Mali           | 1  | 1      | 1      | 3     |
| 10    | Éthiopie       | 1  | 0      | 1      | 2     |
| 10    | Namibie        | 1  | 0      | 1      | 2     |
| 12    | Cameroun       | 1  | 0      | 0      | 1     |
| 12    | Gambie         | 1  | 0      | 0      | 1     |
| 14    | Kenya          | 0  | 3      | 1      | 4     |
| 15    | Lesotho        | 0  | 3      | 0      | 3     |
| 16    | Bénin          | 0  | 2      | 2      | 4     |
| 17    | Libye          | 0  | 1      | 3      | 4     |
| 18    | Côte d'Ivoire  | 0  | 1      | 0      | 1     |
| 18    | Guinée-Bissau  | 0  | 1      | 0      | 1     |
| 18    | Madagascar     | 0  | 1      | 0      | 1     |
| 18    | Mozambique     | 0  | 1      | 0      | 1     |
| 22    | Zambie         | 0  | 0      | 2      | 2     |
| 23    | Rwanda         | 0  | 0      | 1      | 1     |
| 23    | Tanzanie       | 0  | 0      | 1      | 1     |
| Total | Total          | 59 | 58     | 62     | 179   |